# Pixley
Pixley é uma Região censo-designada localizada no estado americano da Califórnia, no Condado de Tulare.

## Demografia
Segundo o censo americano de 2000, a sua população era de 2 586 habitantes.

## Geografia
De acordo com o United States Census Bureau tem uma área de 8,0 km², dos quais 8,0 km² cobertos por terra e 0,0 km² cobertos por água. Pixley localiza-se a aproximadamente 86 m acima do nível do mar.

## Localidades na vizinhança
O diagrama seguinte representa as localidades num raio de 24 km ao redor de Pixley.